# Kunst/Werk
Kunst/Werk (K/W) is een dansorganisatie en vzw onder artistiek leiderschap van Marc Vanrunxt en wordt structureel gesubsidieerd door de Vlaamse Gemeenschap. Kunst/Werk is een organisatie die gerund wordt door kunstenaars zelf.

## Historiek
Kunst/Werk werd in 2001 opgericht onder leiding van Patrick Sterckx. Bij zijn oprichting was K/W de eerste organisatie voor dans die opgebouwd was rond het oeuvre van meer dan één choreograaf (Marc Vanrunxt en Alexander Baervoets). Sinds 2009 ontwikkelde K/W een sterke relatie met, en kreeg een ondersteunende rol in het oeuvre van Salva Sanchis.

## Missie en werking
Naast het ondersteunen en produceren van nieuwe en het hernemen van oude producties in het oeuvre van Marc Vanrunxt en Salva Sanchis, zet Kunst/Werk zich ook in op het niveau van educatie, begeleiding, onderzoek, residentie, artistiek en technisch advies alsook samenwerkingen.

### Betrokken (podium)kunstenaars
- David Bergé
- Salva Sanchis
- Marc Vanrunxt
- Jan Martens

- Robbrecht Desmet
- Georgia Vardarou
- Peter Lenaerts
- Sara De Bosschere

- Manon Santkin
- Kristel van Issum
- Truus Bronkhorst
- Sabina Holzer